# McDonald and Giles
McDonald and Giles je album, ki sta ga leta 1971 izdala Ian McDonald in Michael Giles. Izdan je bil pri založbah Island Recors v Združenem kraljestvu in pri Cotillion records v ZDA.
Ian McDonald in Michael Giles sta bila člana prvotne zasedbe skupine King Crimson, sodelovala pa sta le pri snemanju prvega albuma, In the Court of the Crimson King (1969). Na koncu severnoameriške turneje sta jo istega leta oba zapustila, čeprav se Giles naslednje leto pojavi tudi na drugem albumu King Crimson In the Wake of Poseidon.
Glasba na McDonald and Giles je idilična in vsebuje kompleksne elemente King Crimson, čeprav se izogiba temačnosti. Pesem »Flight of the Ibis« ima podobno melodijo in ritem kot »Cadence and Cascade« King Crimson, vendar drugačno besedilo.
Album je bil posnnet pri Island Studios med majem in junijem 1970. Čeprav je med oboževalci King Crimson zelo priljubljen ni doživel večjega komercialnega uspeha in duo ni posnel naslednjega albuma.

## Seznam pesmi
1. »Suite in C«, (glasba in besedilo Ian McDonald) - 11:14, vključuje
  - »Turnham Green«
  - »Here I Am« in druge
2. »Flight of the Ibis« (besedilo: B.P. Fallon; glasba: Ian McDonald) - 3:11
3. »Is She Waiting?« (glasba in besedilo Ian McDonald) - 2:36
4. »Tomorrow's People - The Children of Today« (glasba in besedilo Michael Giles) - 7:00
5. »Birdman« (besedilo: Peter Sinfield; glasba: Ian McDonald) - 21:22, vključuje
  - »The Inventor's Dream (O.U.A.T.)«
  - »The Workshop«
  - »Wishbone Ascension«
  - »Birdman Flies!«
  - »Wings in the Sunset«
  - »Birdman - The Reflection«

»Suite in C« je napisal Ian McDonald v Detroitu, Los Angelesu in Earls Court u med decembrom 1969 in februarjem 1970. »Is She Waiting?« je bila napisana v Earls Courtu poleti 1969. Skladba »Birdman« je bila v glavnem napisana spomladi 1968, razen dela »Birdman Flies!«, ki je bil npisan 1970-ega, prvotna ideja pa je bila Sinfieldova.
»Tomorrow's People« je napisal Michael Giles leta 1967, obogatil pa 1970-ega. Pesem je bila posvečena Tini in Mandy, njegovim hčerkam.

## Zasedba
- Ian McDonald: kitara, klavir, orgle, saksofon, flavta, klarinet, citre, vokal in ostalo
- Michael Giles:  bobni, tolkala (vključujoč steklenica za mleko, lisičji rep (ročna žaga), piščalka in posoda za oreščke), vokal

- Peter Giles:  bas kitara
- Steve Winwood:  orgle in klavirski solo na »Turnham Green«
- Michael Blakesley: pozavna v pesmi »Tomorrow's People«

Album sta producirala in aranžirala Ian McDonald in Michael Giles. Zvočni tehnik: Brian Humphries. Pomožni zvočni tehnik: Richard Digby Smith. Strunska glasbila in trobila na »Birdman« in »Suite in C« je priskrbel in dirigiral Mike Gray. 